# ماجيا
ماجيا (بالإنجليزية: Mageia)‏ هو اسم لإحدى المنظمات غير الهادفة للربح وتوزيعة لينكس.

## الاسم
الاسم «ماجيا» μαγεία في اليونانية يعني "السحر"باللغة العربية. وهي إشارة إلى الساحر ماندريك، والاسم الأصلي للتوزيعة ماندريفا (ماندريك لينكس).

## إنشاء
في 18 سبتمبر 2010، اعلنت مجموعة من الموظفين السابقين في شركة ماندريفا وأنصار المجتمع عزمها على عمل انشقاق عن ماندريفا لينكس، وعمل توزيعة اطلقو عليها اسم «ماجيا». كان هذا الإجراء بسبب فصل معظم الموظفين الذين يعملون على توزيعة ماندريفا في "Edge-IT" (وهي شركة مملوكة من قبل ماندريفا) وتصفيتها. وأوضحت المجموعة انها «لا تريد أن تعتمد على التقلبات الاقتصادية وتفسيرات غير مقنعة للتحركات الاستراتيجية للشركة.»
منظمة ماجيا تعتزم إدارة وتنسيق عملية توزيع: الأكواد والبرمجيات، بناء الأنظمة، التسويق، وتعزيز التواصل والفعاليات.

## اهداف
أدرجت الأهداف التالية في إعلانهم في 18 سبتمبر 2010 :
- جعل لينكس والبرمجيات الحرة والمفتوحة المصدر قدما في الامام لاستخدامها من قبل الجميع؛
- توفير أدوات متكاملة لاعداد النظام؛
- الحفاظ على مستوى عال من التكامل بين نظام الأساسي، سطح المكتب (كيدي بلازما / جنوم) والتطبيقات، خاصة تلك التي جائت من طرف ثالث (سواء اكانت برمجيات حرة أو مملوكة).
- معماريات جديدة مستهدفة وعوامل نموذجية.
- تحسين فهم أجهزة الحاسوب والأجهزة الإلكترونية من قبل المستخدمين.